# البليديين (أحلاف)
البليديين هي إحدى مشيخات المملكة المغربية، تتبع جغرافيا لإقليم بنسليمان وإداريًا لأحلاف. يقدر عدد سكانها بـ 2611 نسمة حسب الإحصاء الرسمي للسكان والسكنى لسنة 2004.